# Кумжа (река, впадает в Кандалакшский залив)
Кумжа (в верхнем течении — Сторонье) — река в России, протекает по территории Городского поселения Кандалакша Кандалакшского района Мурманской области. Длина реки — 22 км, площадь водосборного бассейна — 98,7 км².
Река берёт начало из болота без названия и далее течёт преимущественно в юго-восточном направлении.
Река в общей сложности имеет 21 малый приток суммарной длиной 54 км.
В нижнем течении протекает через озеро Сторонье.
Впадает в губу Канду Белого моря.
Населённые пункты на реке отсутствуют.
Код объекта в государственном водном реестре — 02020000712102000000045.